# Elvia
Elvia är ett släkte av fjärilar. Elvia ingår i familjen mätare.
Kladogram enligt Catalogue of Life:
| Elvia | \| \| Elvia donovani \| \| \| \| \| \| Elvia glaucata \| \| \| \| |
|       | \| \| Elvia donovani \| \| \| \| \| \| Elvia glaucata \| \| \| \| |
|       | Elvia donovani                                                    |
|       |                                                                   |
|       | Elvia glaucata                                                    |
|       |                                                                   |